# Gornja Vrbica
Gornja Vrbica (en serbe cyrillique : Горња Врбица) est un village du nord-est du Monténégro, dans la municipalité de Berane.

## Démographie

### Évolution historique de la population
| 1948 | 1953 | 1961 | 1971 | 1981 | 1991 | 2003 |
| ---- | ---- | ---- | ---- | ---- | ---- | ---- |
| 745  | 800  | 830  | 850  | 996  | 972  | 536  |